# John the Revelator / Lilian
«John the Revelator»/«Lilian» és el quaranta-quatrè senzill de la banda britànica Depeche Mode i quart del disc Playing The Angel. Fou publicat el 5 de juny de 2006 només a Europa.

## Informació
«John the Revelator» es pot considerar com una composició innovadora escrita per Gore, que té origen en la cançó homònima d'estil gospel/folk de principis del segle xx. Interpretada al llarg de tot el segle pels famosos artistes Son House, Blind Willie Johnson, The Holy Modal Rounders, The Blues Brothers i John Mellencamp, cada un va modificar la lletra original com Depeche Mode. Té un so bàsicament industrial però amb un punt rítmic que provoca un curiós híbrid industrial ballable. Partint d'un efecte electrònic, es converteix en una espècie de funció robòtica caient en una base melòdica industrial amb l'efecte de la guitarra de Gore trastocada per sintetitzador. La lletra és una al·legoria basada en el personatge històric Joan el Revelador.
Per la seva part, «Lilian» és un tema que recorda l'època més pop de Depeche Mode, que podria haver format part de qualsevol dels primers àlbums de la banda. Feta només amb antics sintetitzadors, la lletra no presenta gaire complicació i està dedicada a l'amor per una noia. Presenta nombroses mostres de dolor i patiment a causa del desamor d'una noia anomenada "Lilian".
El senzill fou el primer doble cara-A publicat per Depeche Mode des de «Blasphemous Rumours» / «Somebody» l'any 1984. Va esdevenir un altre èxit al Regne Unit entrant a la llista de senzills en la 18a posició.
El videoclip de «John the Revelator» fou dirigit per Blue Leach, però realment es tracta d'una versió en directe realitzada al concert de Milà (Itàlia) pertanyent a la gira Touring the Angel amb algun detall editat digitalment. Precisament aquest concert fou enregistrat completament i publicat en format CD i DVD amb el títol Touring the Angel: Live in Milan. Per «Lilian» no van editar cap videoclip promocional.
La cançó «John the Revelator» fou utilitzada en la pel·lícula Man of the Year de Robin Williams.

## Llista de cançons
7": Mute/Bong38 (Regne Unit)
1. "John The Revelator" (UNKLE Dub) − 5:44
2. "Lilian" (Robag Wruhme Slomoschen Kikker) − 4:50

12": Mute/12Bong38 (Regne Unit)
1. "John The Revelator" ('Dave is in the Disco' Tiefschwarz Remix) − 7:52
2. "John The Revelator" (Tiefschwarz Dub) − 8:15
3. "John The Revelator" (Chab Dub) − 7:08

12": Mute/L12Bong38 (Regne Unit)
1. "John The Revelator" (Murk Mode Dub) − 8:35
2. "John The Revelator" (Boosta Club Remix) − 4:50
3. "Lilian" (Chab Vocal Remix) − 9:06

CD: Mute/CDBong38 (Regne Unit)
1. "John The Revelator" − 3:14
2. "Lilian" − 3:34

CD: Mute/LCDBong38 (Regne Unit)
1. "John The Revelator" ('Dave is in the Disco' Tiefschwarz Remix) − 7:52
2. "John The Revelator" (Murk Mode Remix) − 7:14
3. "John The Revelator" (UNKLE Re Construction) − 4:59
4. "John The Revelator" (Boosta Club Remix) − 4:47
5. "John The Revelator" (Tiefschwarz Dub) − 8:15

DVD: Mute/DVDBong38 (Regne Unit)
1. "John The Revelator" (videoclip)
2. "Nothing's Impossible" (Bare)
3. "Lilian" (Chab Vocal Remix) − 9:06

Digital: Sire/Reprise/Mute − DJ Version (Estats Units)
1. "John The Revelator" ('Dave is in the Disco' Tiefschwarz Remix) − 7:52
2. "John The Revelator" (Murk Mode Remix) − 7:14
3. "John The Revelator" (UNKLE Re Construction) − 4:59
4. "John The Revelator" (Boosta Club Remix) − 4:47
5. "John The Revelator" (Tiefschwarz Dub) − 8:15
6. "Lilian" (Chab Vocal Remix) − 9:06

Digital: Sire/Reprise/Mute − Edits (Estats Units)
1. "John The Revelator" − 3:14
2. "John The Revelator" (Tiefschwarz Edit) − 3:55
3. "John The Revelator" (Murk Mode Mix Edit) − 3:53
4. "John The Revelator" (UNKLE Edit) − 3:17
5. "John The Revelator" (Boosta Edit) − 3:56
6. "Lilian" (Chab Vocal Edit) − 4:34